# ISOCARP
Международное сообщество городских и региональных планировщиков (ISOCARP, англ. International Society of City and Regional Planners) — международная неправительственная ассоциация профессиональных градостроителей. Создана в 1965 году с целью объединить усилия признанных и высококвалифицированных специалистов в области градостроительства и городского планиования. В состав входят участники более чем из 80 стран. ISOCARP официально признана Организацией объединённых наций и Советом Европы, работает с ЮНЕСКО. Первым президентом ассоциации, с 1965 по 1975 годы, был её соучредитель, Сэм ван Эмбден (Sam van Embden).
Исполнительный комитет и штаб-квартира располагаются в Гааге (Нидерланды).